# Joerie Vansteelant
Joerie Vansteelant (Torhout, 21 juni 1982) is een Belgisch voormalig duatleet. 

## Levensloop
Vansteelant behoorde tot de wereldtop in het duatlon en is de broer van de overleden Benny Vansteelant, die ook duatleet was. Verscheidene jaren stond hij in de schaduw van zijn broer, maar na het overlijden van zijn broer volgde hij hem op als wereldkampioen. Die overwinning droeg hij op aan zijn broer. Later deed Vansteelant ook aan triatlon.
In augustus 2015 verklaarde hij aan het eind van dat seizoen te stoppen als sporter.

## Palmares
Belgische titels:
- 2004: Bütgenbach
- 2008, 2009: Kortrijk

Europese titels:
- 2001: Mafra (Portugal) - junior
- 2009, 2012: Horst[5][6] (Nederland)

Wereldtitels:
- 2003: Affoltern am Albis (Zwitserland) - beloften
- 2004: Geel (België) - beloften
- 2005: Barcis (Italië) - beloften
- 2007: Richmond (Verenigde Staten)
- 2008: Geel (België)
- 2009, 2011, 2012: Zofingen (Zwitserland)

Powerman-zeges:
- 2006, 2007, 2008, 2009, 2011: Weyer (Oostenrijk)
- 2007: Ohio (Verenigde Staten)
- 2007, 2010: Seri Manjung (Maleisië)
- 2009: Bastendorf (Luxemburg)
- 2009, 2012: Horst (Nederland)
- 2009, 2011, 2012: Zofingen (Zwitserland)
- 2010: Alabama (Verenigde Staten)
- 2010: Torhout (België) - Memorial Benny Vansteelant
- 2010: Muncie (Verenigde Staten)
- 2010, 2011: Lecco (Italië)
- 2012: Falkenstein (Duitsland)

Tristar zeges:
- 2012: Porto Colom - Mallorca (Spanje)
- 2012: Lyon (Frankrijk)

Winnaar ITU World Series 2006, 2007 
Winnaar Powerman World Series 2009, 2011